# Ludwigsaltar (Saarlouis)

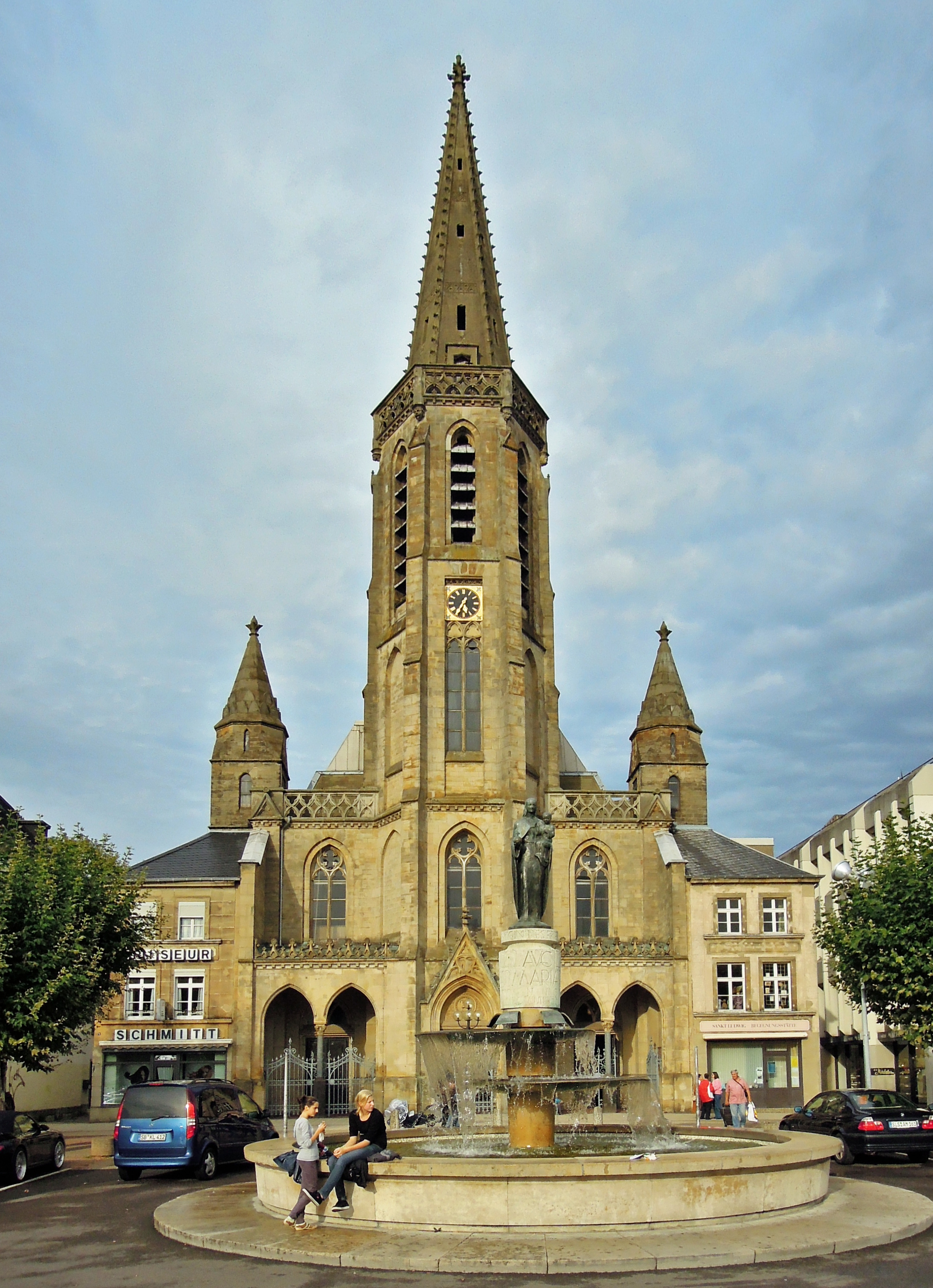
Kirche St. Ludwig mit Marienbrunnen am Großen Markt in Saarlouis

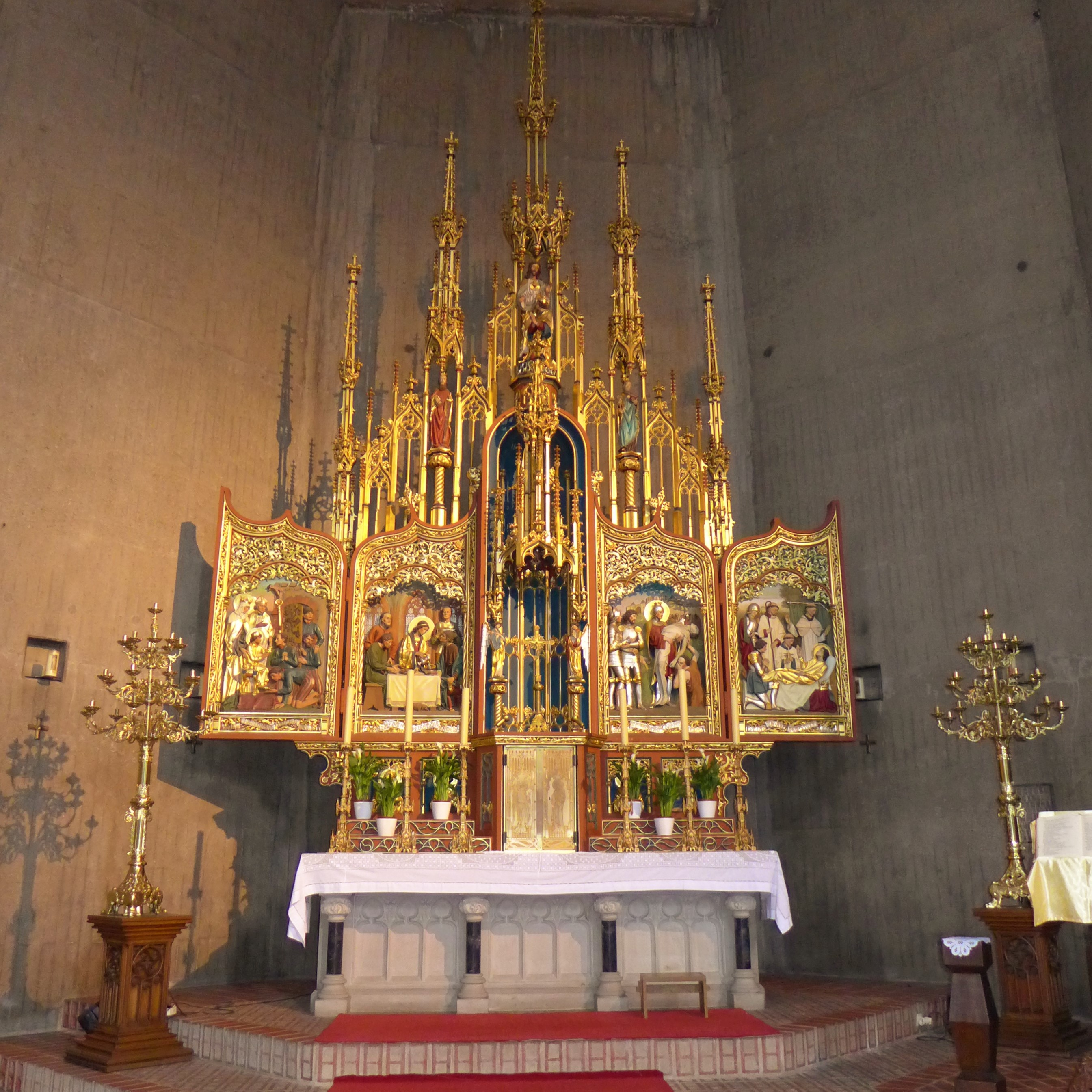
Flügelaltar im geöffneten Zustand

Der Saarlouiser Ludwigsaltar ist ein neogotisches Bildwerk in der Stadtpfarrkirche St. Ludwig (Saarlouis) am Großen Markt in der saarländischen Kreisstadt Saarlouis.

## Bildhauer Hans Steinlein
Der neospätgotische Hochaltar der Saarlouiser Stadtpfarrkirche St. Ludwig wurde im Jahr 1910 anlässlich des 25-jährigen Pfarrjubiläums des Dechanten Alexander Subtil durch die Werkstatt des in Eltville am Rhein ansässigen Bildhauers Hans Steinlein (* 1872 in Trier; † 1958) geschaffen. Steinlein entstammte einer Trierer Wagnerfamilie und absolvierte ab dem Jahr 1886 eine Lehre in einer keramischen Werkstatt in Trier. Auf der anschließenden Wanderschaft durch Deutschland kam er nach Ravensburg, wo er sich als Gehilfe in einem Bildhaueratelier Kenntnisse in der Bearbeitung von Stein und Holz erwarb. Steinlein soll dort auch in Kontakt mit dem Gründer der Beuroner Kunstschule, Desiderius Lenz, getreten sein. In den 1890er Jahren arbeitete Steinlein bei Bildhauer Caspar Weis in Frankfurt am Main. Im Jahr 1899 ließ sich Steinlein als freischaffender Künstler in Eltville nieder. Aufgrund der guten Auftragslage bei der Ausstattung von Kirchen mit religiösen Bildwerken beschäftigte er eine Vielzahl von Steinmetzen, Vergoldern und Schreinern als Gehilfen. Steinlein arbeitete vielfach mit dem Mainzer Dombaumeister Ludwig Becker bei der Ausstattung von Kirchen zusammen. Von Steinleins Werken sind durch die Zerstörungen von Kirchen im Zweiten Weltkrieg und den anti-historistischen „Bildersturm“ der 1950er und 1960er Jahre nur noch wenige Bildwerke erhalten.
Steinlein hat in der Umgebung von Saarlouis ebenfalls zahlreiche Altäre und Bildwerke geschaffen, z. B. in den Kirchen St. Andreas in Reimsbach, St. Martin in Schwalbach, St. Leodegar in Düppenweiler oder in der Herz-Jesu-Kirche in Landsweiler-Reden. Für die Wendalinusbasilika in St. Wendel schuf die Werkstatt Steinlein im Jahr 1925 das Portalrelief am Fruchtmarkt St. Wendelin und St. Matthias der Muttergottes mit dem Jesuskind huldigend und eine Darstellung des Jüngesten Gerichtes am Tympanon des Portals der südlichen Vorhalle.

## Zerstörung und Wiederherstellung des Altares

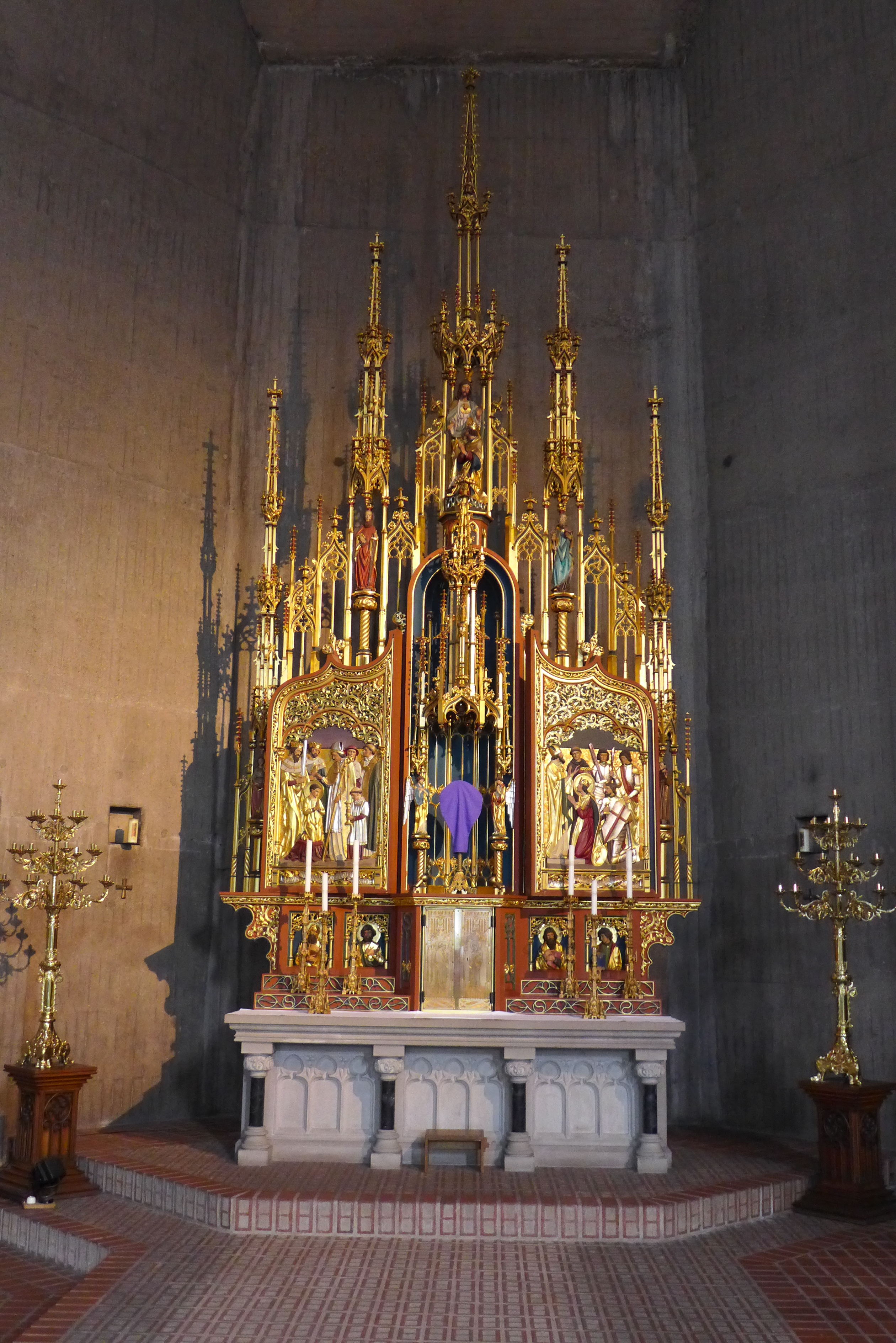
Altar im geschlossenen Zustand der Fastenzeit

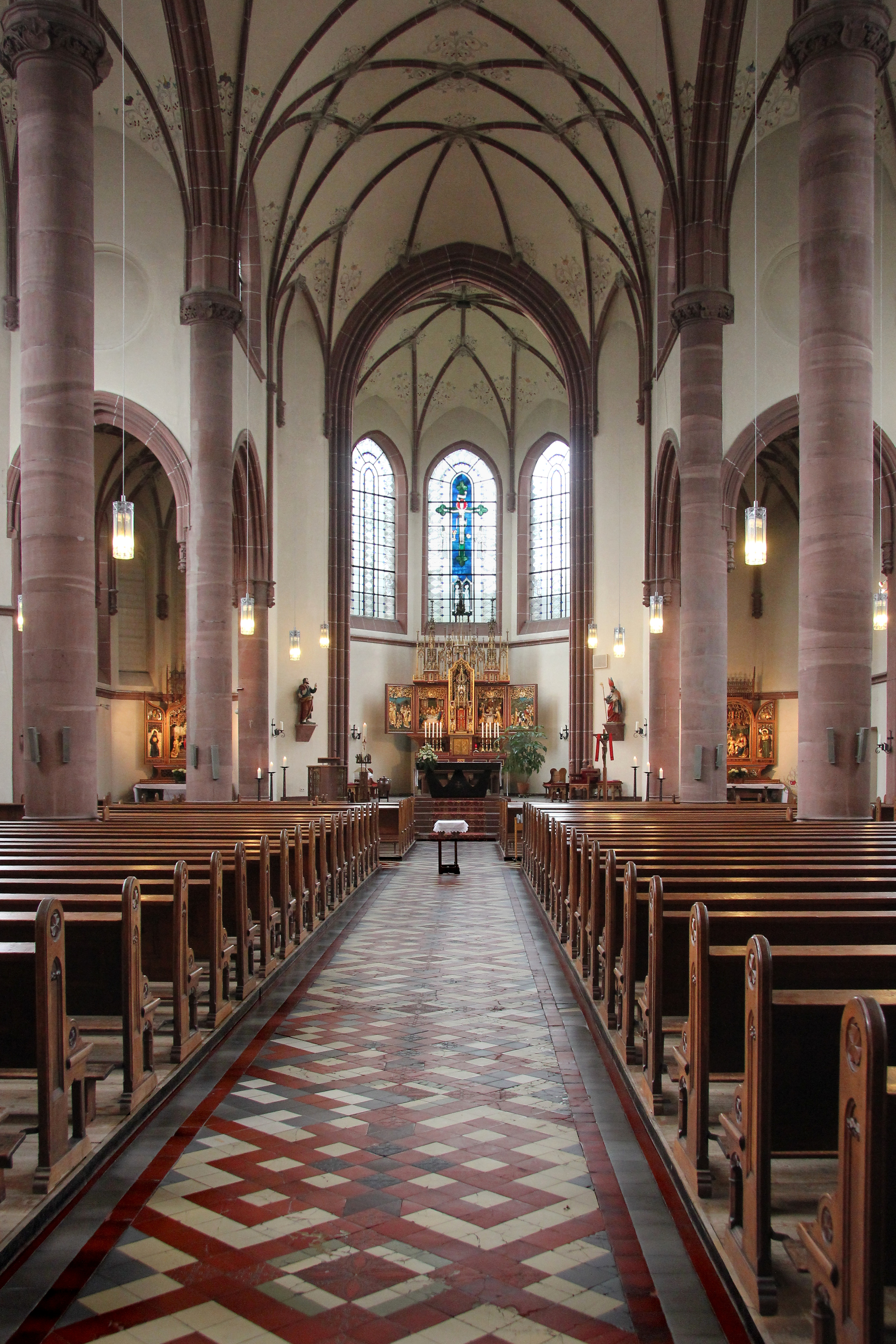
Neuwied, St. Matthias, Innenraum mit Blick zum Hochaltar

Mit dem Abriss des neogotischen Kirchenschiffes von St. Ludwig in Saarlouis in den 1960er Jahren gingen zahlreiche Teile des Altares sowie die reiche, maßwerkverzierte neospätgotische Kommunionbank zunächst verloren. Große Teile wurden in Kellerräumen eingelagert, einige Teile wurden von Personen in Besitz genommen, das Gesprenge wurde teilweise zerstört, einige Teile gelangten als Geschenk in die Kirche St. Matthias in Neuwied. Hier wurden sie in frei variierter Anordnung auf einem dort vorhandenen neogotischen Hochaltar aufgesetzt. Die Altargrundkonstruktion war im alten Pfarrhaus (heute Dechant-Unkel-Platz) aus der Barockzeit bis zu dessen Abriss gelagert. Als die Niederlegung des traditionsreichen Gebäudes anstand und es zur Ausschlachtung des barocken Inventars ging, wurde die Grundkonstruktion des Altaraufbaues und die Rahmen als Geschenk an eine Saarwellinger Privatperson abgegeben, die sich daraus Bücherregale fertigte.
Dank einer aufwändigen Restaurierung überkommener Teile und einer Rekonstruktion des Gesamtaufbaues in den Jahren 1981–1985 auf die Initiative des Gemeindemitglied Dieter Zell in Zusammenarbeit mit Pfarrer Anton Heidger konnte der Altar Hans Steinleins an Weihnachten 1984 wieder im Chorraum der heutigen Kirche aufgestellt und anschließend vollendet werden. Die Restaurierungsarbeiten wurden durch das Saarwellinger Unternehmen Kurt Mettler in Zusammenarbeit mit polnischen Bildhauern, Schnitzern, Fassmalern und Vergoldern durchgeführt. Vollständige Rekonstruktionen sind die Figuren der heiligen Elisabeth, des hl. Franziskus sowie die der beiden Apostelfürsten Petrus und Paulus. Die Schreinerarbeiten leitete in Saarwellingen der schlesische Schreiner Werner Kroll und vollendete sie, nachdem das Unternehmen Mettler Konkurs anmelden musste, in seiner Fraulauterner Werkstätte.
Die Aufstellung des neogotischen Altares geschah gegen die Bedenken des bischöflichen Diözesanbaumeisters Alois Peitz, der den Böhmschen Raumgedanken in seiner reinen Form bewahren wollte. Gottfried Böhm hatte zunächst nichts gegen eine Aufstellung des neogotischen Altares in seinem Bauwerk einzuwenden, favorisierte jedoch nach Gesprächen mit Peitz als Kompromiss schließlich einen eigenen Altarentwurf in Form eines Lebensbaumes unter Einbeziehung von Teilen des Altares von Steinlein. Der Trierer Diözesankonservator Franz Ronig sprach sich für die Rekonstruktion des neogotischen Altares aus.
Zur Aufstellung des rekonstruierten Hochaltares wurde die Böhmsche Altarinsel, um die sich bisher alle Kirchensitze geschart hatten, zu einer „Altarzunge“ erweitert, sodass der Böhmsche Bau mit seiner konzentrischen Fokussierung nun eine klassische Gerichtetheit mit Wegecharakter erhielt. Der steinerne Altartisch aus hellem Vogesensandstein mit schwarzmarmornen Säulen ist eine vollständige Rekonstruktion. Wegen eines Konkurses der Saarwellinger Firma Mettler konnte ein Teil des Rankwerkes des Rahmens des äußersten rechten Flügels nicht mehr vollendet werde. Der Kostenvoranschlag des Unternehmens Mettler hatte bei 220.000 DM gelegen. Letztendlich kostete die Rekonstruktion aber etwa 320.000 DM.
Seit dem Jahr 1990 wird der Hochaltar wieder von zwei prächtigen Kandelabern, die ursprünglich zur Beleuchtung des Steinleinschen Altars gedient hatten, flankiert. Die Leuchter waren nach dem Abriss des Müllerschen Kirchenschiffes dem Städtischen Museum übergeben worden. Sie wurden von einem Gemeindemitglied aufwändig restauriert und der Kirchengemeinde wieder übereignet.
In einem Schreiben vom 12. Februar 2001 äußert sich Architekt Gottfried Böhm zur Aufstellung des neogotischen Hochaltares folgendermaßen:

„Besonders schön finde ich den Einbau des neugotischen Altars mit dem großen Retabel, der, wie ich meine, unabhängig von Details in Gesamtform und Aufbau ganz hervorragend in den Raum paßt.“

## Thematik und Aufbau

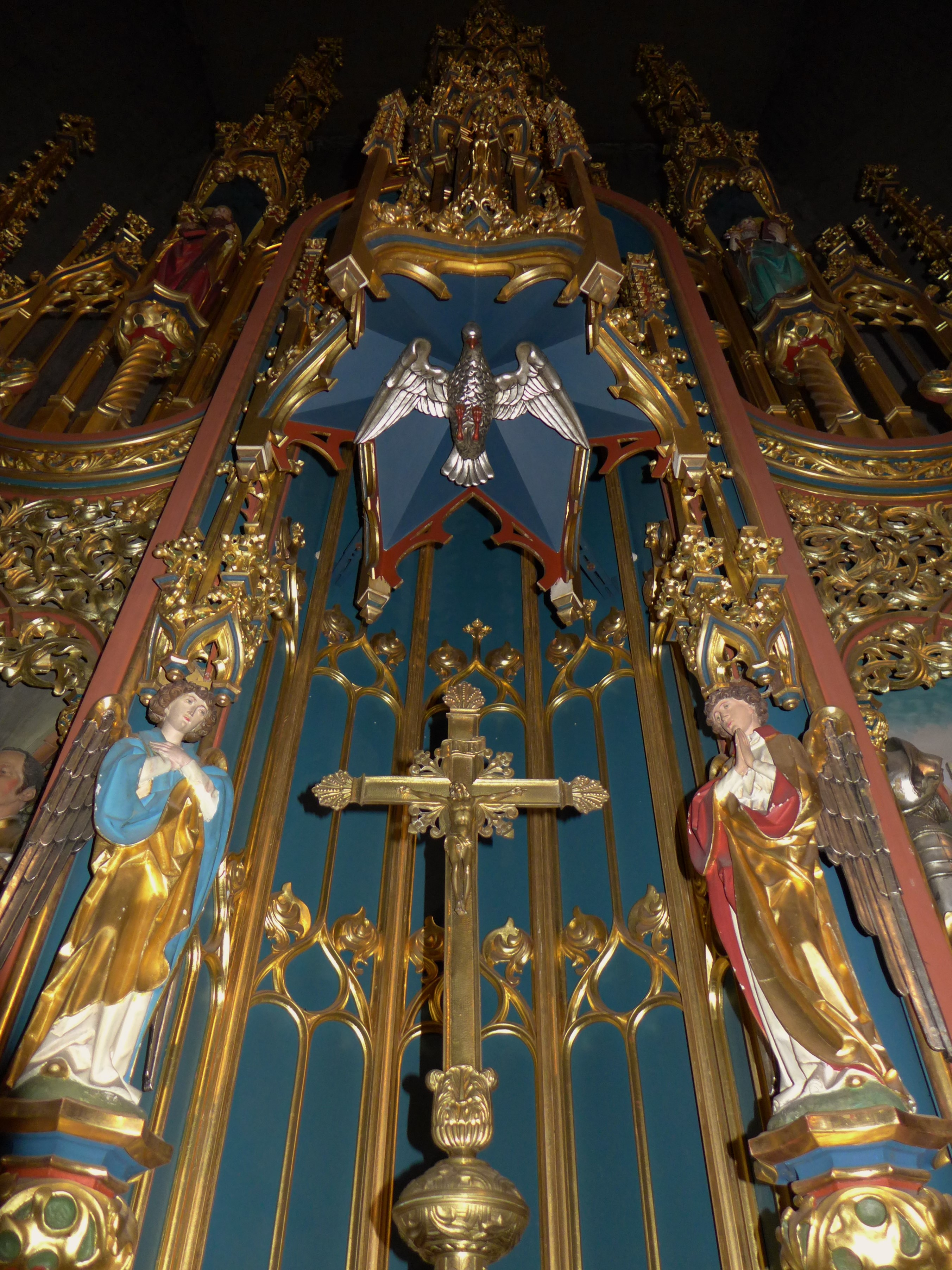
Expositoriumsnische des Hochaltares mit anbetenden Engeln und der Heilig-Geist-Taube im Baldachin

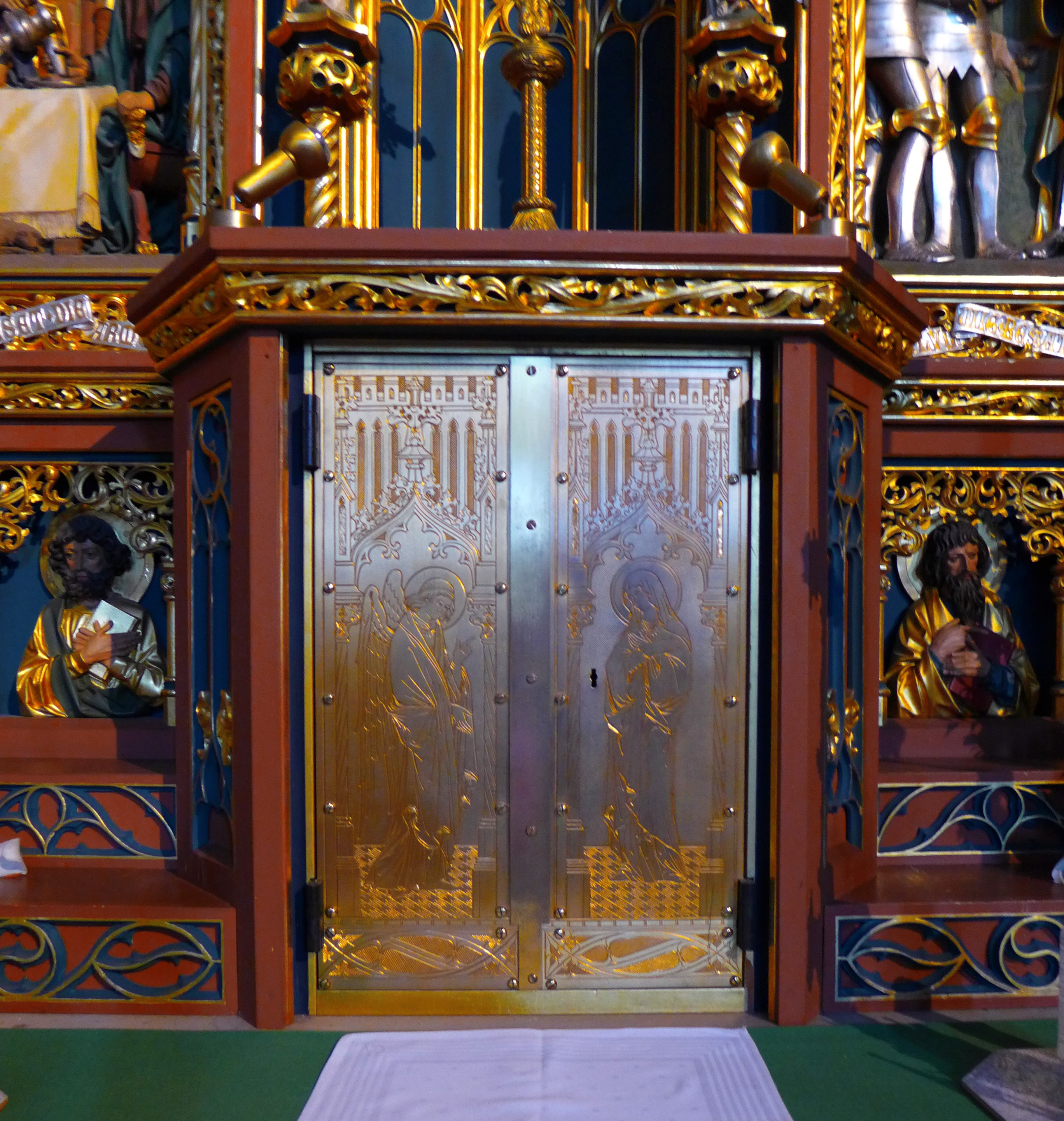
Tabernakeltüren mit der Darstellung des englischen Grußes

Der Hochaltar thematisiert das Leben des heiliggesprochenen Königs Ludwig IX. von Frankreich. In den Altarflügeln sind wichtige Szenen aus dem Leben des heiligen Ludwig von Frankreich in geschnitzten Reliefs dargestellt. Der heilige Ludwig zählt zu den bedeutenden europäischen Monarchen des europäischen Mittelalters. Seine Herrschaft blieb in Frankreich als ein goldenes Zeitalter (le siècle d’or de St. Louis) in Erinnerung, in dem das Land einen ökonomischen wie auch politischen Höhepunkt erreichte. Ludwig war Anführer zweier Kreuzzüge und wurde seit dem Tod des römisch-deutschen Kaisers Friedrich. II unter den europäischen Herrschern als primus inter pares angesehen, dessen moralische Integrität ihn zu einem Schiedsrichter ihrer Streitigkeiten erhob.
Ludwigs Handeln als Mensch und König war einer tiefen christlichen Frömmigkeit und Gottesliebe verpflichtet. Sein Leben fällt in die Zeit der von Dominikus und Franz von Assisi angestoßenen Armutsbewegung des späten Hochmittelalters, welche die Christenheit zu einer geistigen Erneuerung aufrief.
In mittelalterlichen Königslisten wurde Ludwig auch mit dem Beinamen „Prud’homme“ benannt, in Anspielung auf seine Lebensführung, die der sogenannten prud’homie entsprach, wobei es sich um eine Mischung aus Mäßigung, Vernunft, Tapferkeit und ritterlicher Höflichkeit handelte. Von Zeitgenossen gelegentlich auch als „Mönchskönig“ belächelt, gelangte Ludwig bereits zu Lebzeiten in den Ruf der Heiligkeit, der mit seiner Heiligsprechung im Jahr 1297 durch Papst Bonifatius VIII. auch von der Kirchenführung anerkannt wurde. Seither galt Ludwig als Idealtypus eines christlichen Herrschers und Ritters.
Zentrum des pyramidal angelegten Flügelaltars von St. Ludwig in Saarlouis ist der Tabernakel. Auf seinen vergoldeten Flügeltüren ist in Gravurtechnik die Verkündigung des Erzengels Gabriel an die Jungfrau Maria, als Ursprung der Inkarnation Jesu Christi dargestellt. Links ist der himmlische Bote und rechts die Jungfrau Maria zu sehen. Der Fingerzeig des Erzengels Gabriel auf der Tabernakeltür weist auf den Gekreuzigten in der Expositoriumsnische hin und visualisiert damit die im Lukasevangelium formulierte Bestimmung des Messias Jesus (Lk 1,32-33 ):

„Er wird groß sein und Sohn des Höchsten genannt werden. Gott, der Herr, wird ihm den Thron seines Vaters David geben. Er wird über das Haus Jakob in Ewigkeit herrschen und seine Herrschaft wird kein Ende haben.“

Die Menschwerdung Jesu durch Maria, das Herabsteigen Gottes in den Schoß der Jungfrau, entspricht dem Herabsteigen Gottes auf den Altar im Messopfer, der Gestaltwerdung Jesu Christi im eucharistischen Geschehen, so die ikonographisch-theologische Konzeption.
Der Tabernakel war nach dem Abbau des Steinleinschen Hochaltares in eine aus Ziegelsteinen erbaute Tabernakelstele von Gottfried Böhm eingebaut worden. Diese Stele in der Art eines modernen Sakramentshauses wurde im Gefolge der Rekonstruktion des Steinleinschen Altares entfernt.
In der Predellazone auf beiden Seiten des Tabernakels sind in geschnitzten Reliefs die Büsten der vier Evangelisten Matthäus, Markus, Lukas und Johannes als Zeugnisgeber der Menschwerdung sowie des Lebens, des Sterbens und der Auferstehung Jesu zu sehen.
Über dem Tabernakel legte Bildhauer Hans Steinlein eine polygonale Expositoriumsnische zur Aufnahme des Altarkreuzes oder der Monstranz an. Flankiert wird die Nische von anbetenden Engeln mit über der Brust gekreuzten Armen oder gefalteten Händen. Im Nischenbaldachin schwebt die Taube des Heiligen Geistes. Im darüber sich erhebenden Mittelturm des Hochaltares ist als vollplastische Skulpturengruppe unter einem auskragenden neospätgotischen Baldachin, der mit seinen sich ineinander verflechtenden, krabbengeschmückten Wimpergen an die Gestalt einer Dornenkrone gemahnt, der heilige Ludwig von Frankreich in Verehrung des Heiligsten Herzens Jesu, dem Sinnbild der göttlichen Liebe, eingestellt.
Dogmatischer Hintergrund der Darstellung war die Einführung des Hochfestes des Heiligsten Herzens Jesu durch Papst Pius IX. im Jahr 1856 für die Weltkirche. Im Jahr
1899 weihte Papst Leo XIII. in der Enzyklika Annum sacrum die ganze Welt dem Heiligsten Herzen Jesu. In der Enzyklika äußert sich Leo XIII. zur königlichen Vollmacht Jesu über Himmel und Erde und empfiehlt dessen Heiligstes Herz als Gegenstand der frommen Andacht. Die Unterordnung der weltlichen Macht König Ludwigs IX. unter die Allmacht Jesu und die Anbetung des Heiligsten Herzens als Symbol der unbegrenzten Liebe Christi durch den heiliggesprochenen französischen Herrscher in der Altardarstellung Steinleins entspricht damit ganz der damals aktuellen Theologie.

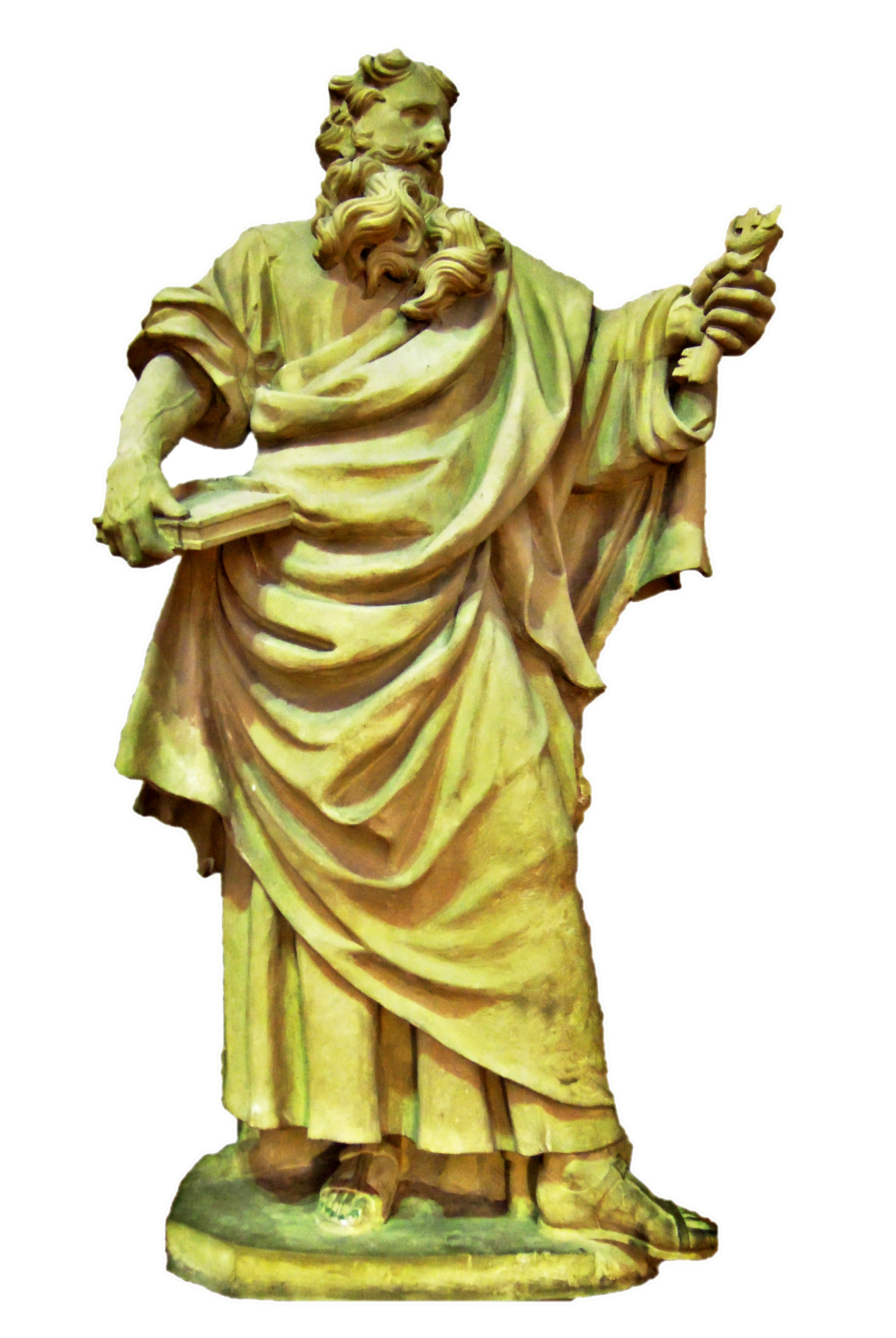
Hl. Petrus, ehemalige Fassadenstatue der barocken Saarlouiser Ludwigskirche, heller Sandstein, um 1700, Höhe 1,86 m
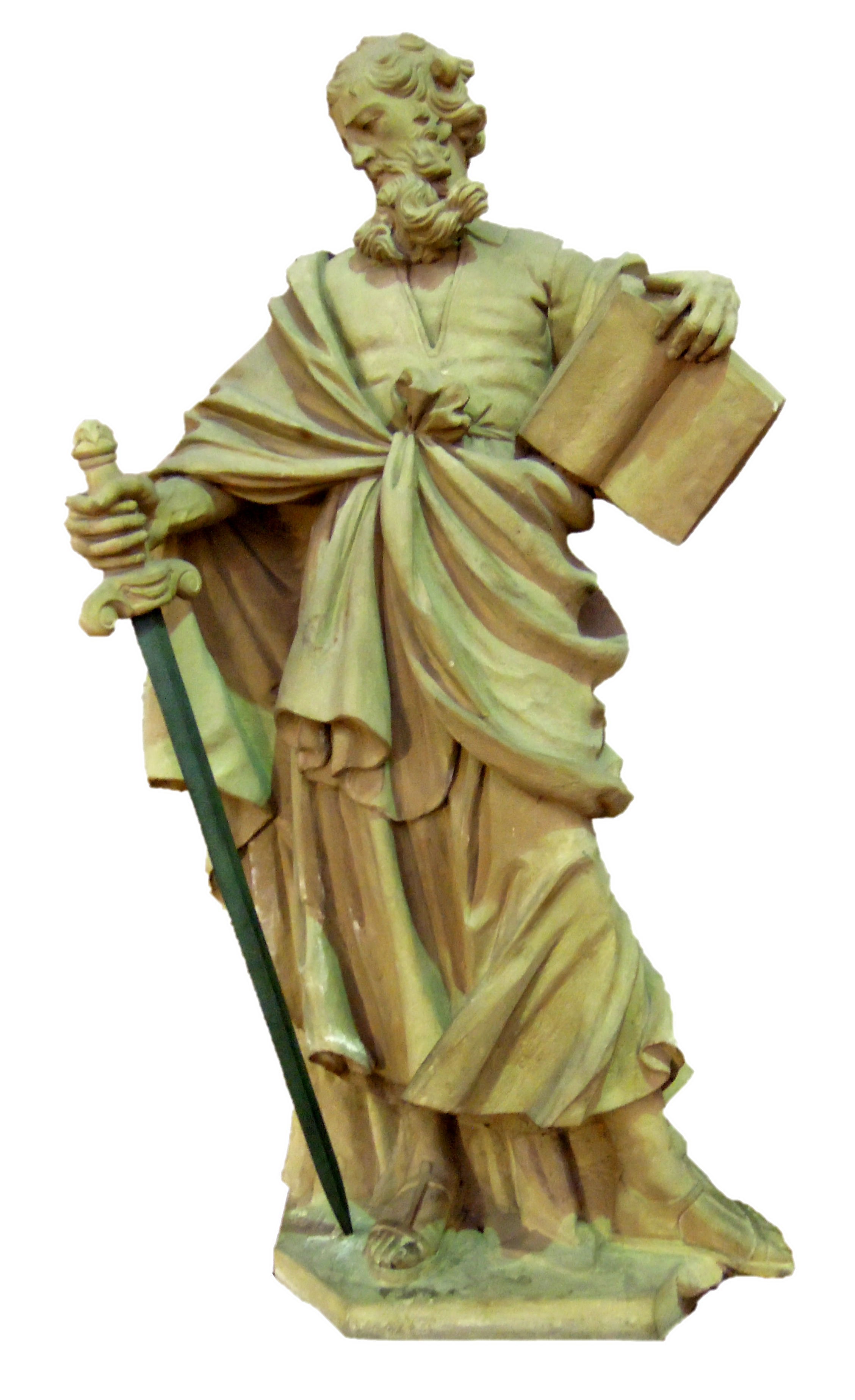
Hl. Paulus, ehemalige Fassadenstatue der barocken Saarlouiser Ludwigskirche, heller Sandstein, um 1700, Höhe 1,86 m
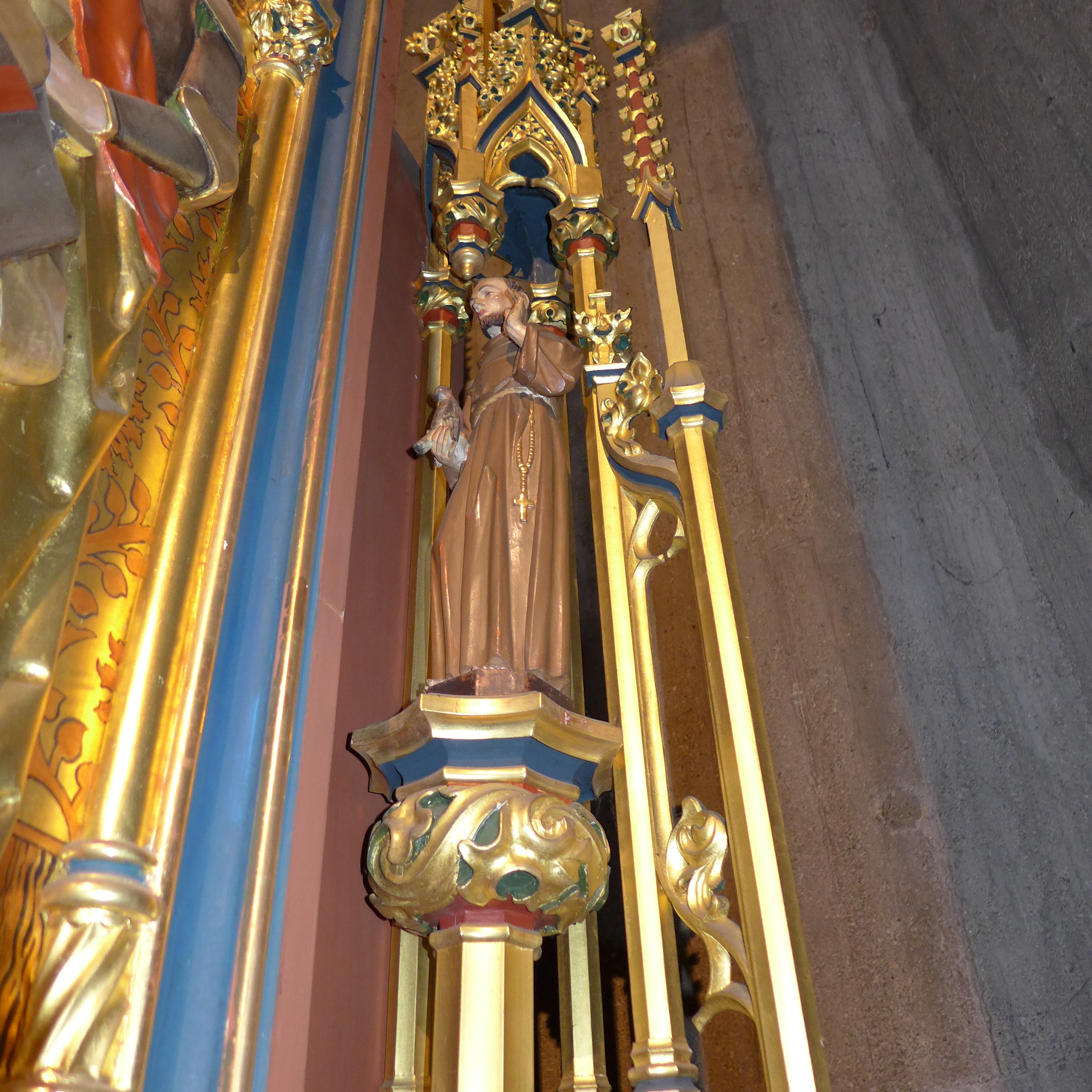
Neogotischer Flügelaltar, Hl. Franziskus
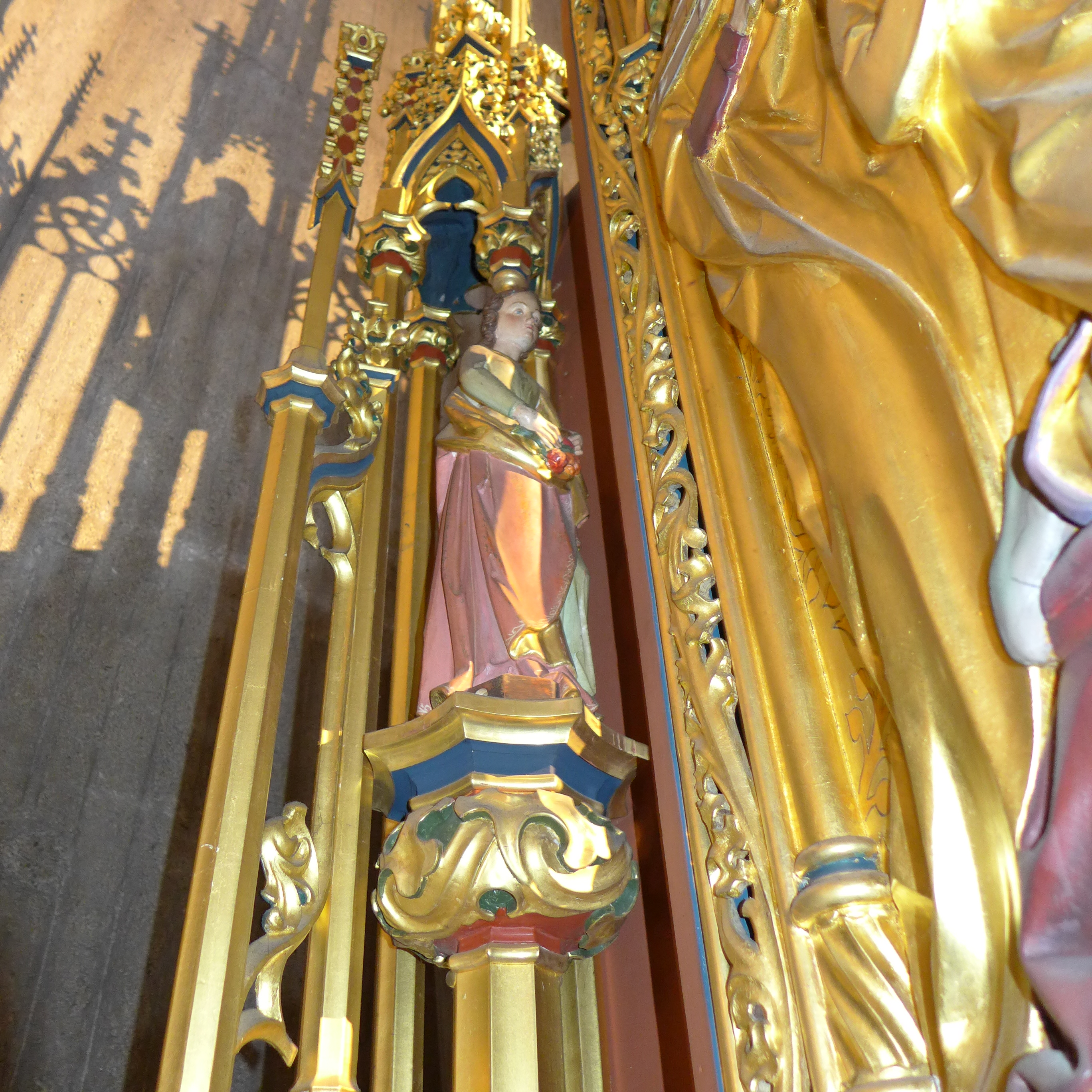
Neogotischer Flügelaltar, Hl. Elisabeth
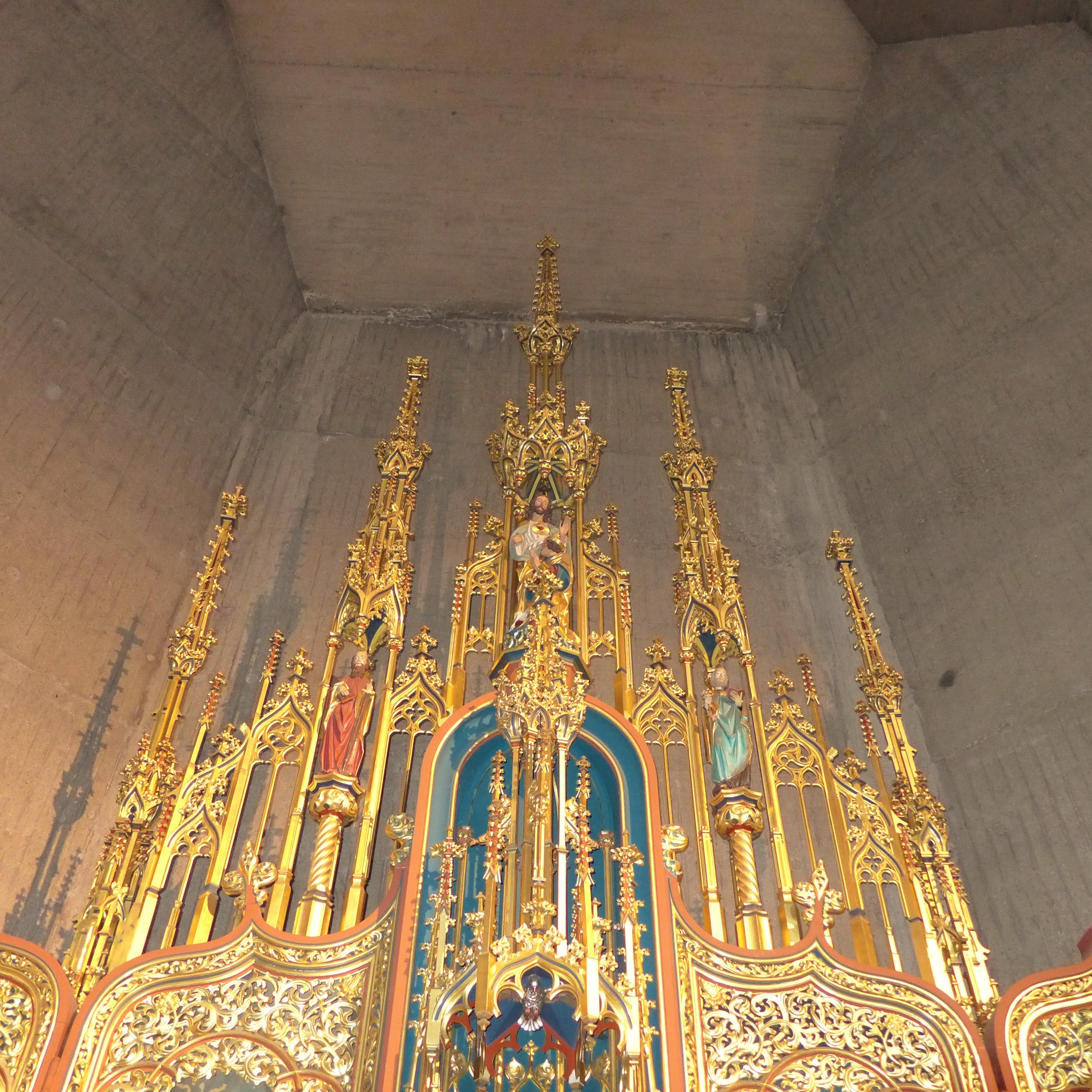
St. Ludwig (Saarlouis), Neogotischer Flügelaltar, Altargesprenge

Flankiert wird der Mittelturm des Hochaltares von reichem Gesprenge, aus dem jeweils vier niedrigere Fialtürme aufsteigen. Die beiden inneren Fialtürme bergen unter Baldachinen die Figuren der beiden Apostelfürsten Simon Petrus (rechts) und Paulus von Tarsus (links) und nehmen so Bezug zu den beiden steinernen Nischenstatuen der ehemaligen barocken Fassade von St. Ludwig, die sich heute im Inneren des Böhmschen Kirchenbaues links und rechts des mittleren Kirchenportals befinden.
Die Platzierung der beiden Apostel Petrus und Paulus ist durch das zweite Patronat der Ludwigskirche zu erklären. Die im Jahr 1688 auf Befehl König Ludwigs XIV. zerstörte Wallerfanger Kirche trug das Patrozinium der Apostelfürsten. Bei der Gründung der Stadt Saarlouis wurde das Wallerfanger Patrozinium auf die neue Stadtpfarrkirche St. Ludwig zusätzlich übertragen.
Die beiden äußeren Fialtürme des Hochaltares, die sich über der Gelenkstelle der Schwenkflügel erheben, beinhalten Statuen von Zeitgenossen des heiligen Ludwig von Frankreich, Elisabeth von Thüringen (links) und Franziskus von Assisi (rechts), die ebenfalls wie jener in der sogenannten Imitatio Christi ihren Glauben zu verwirklichen suchten. Beide Heiligenfiguren beziehen sich auf die Saarlouiser Niederlassung der Franziskanerinnen von Waldbreitbach (St. Elisabeth-Klinik). In geöffnetem Zustand werden die beiden Figuren von Elisabeth und Franziskus durch die äußeren Altarflügel verdeckt.

## Flügelreliefs
Der Hochaltar weist sechs Bildreliefs aus dem Leben des heiligen Ludwig unter reich geschnitztem und vergoldetem Rankenwerk auf. Im geschlossenen Zustand sieht der Betrachter zwei Flügel, im geöffneten Zustand werden vier Flügel sichtbar.

### Die Königssalbung Ludwigs in Reims

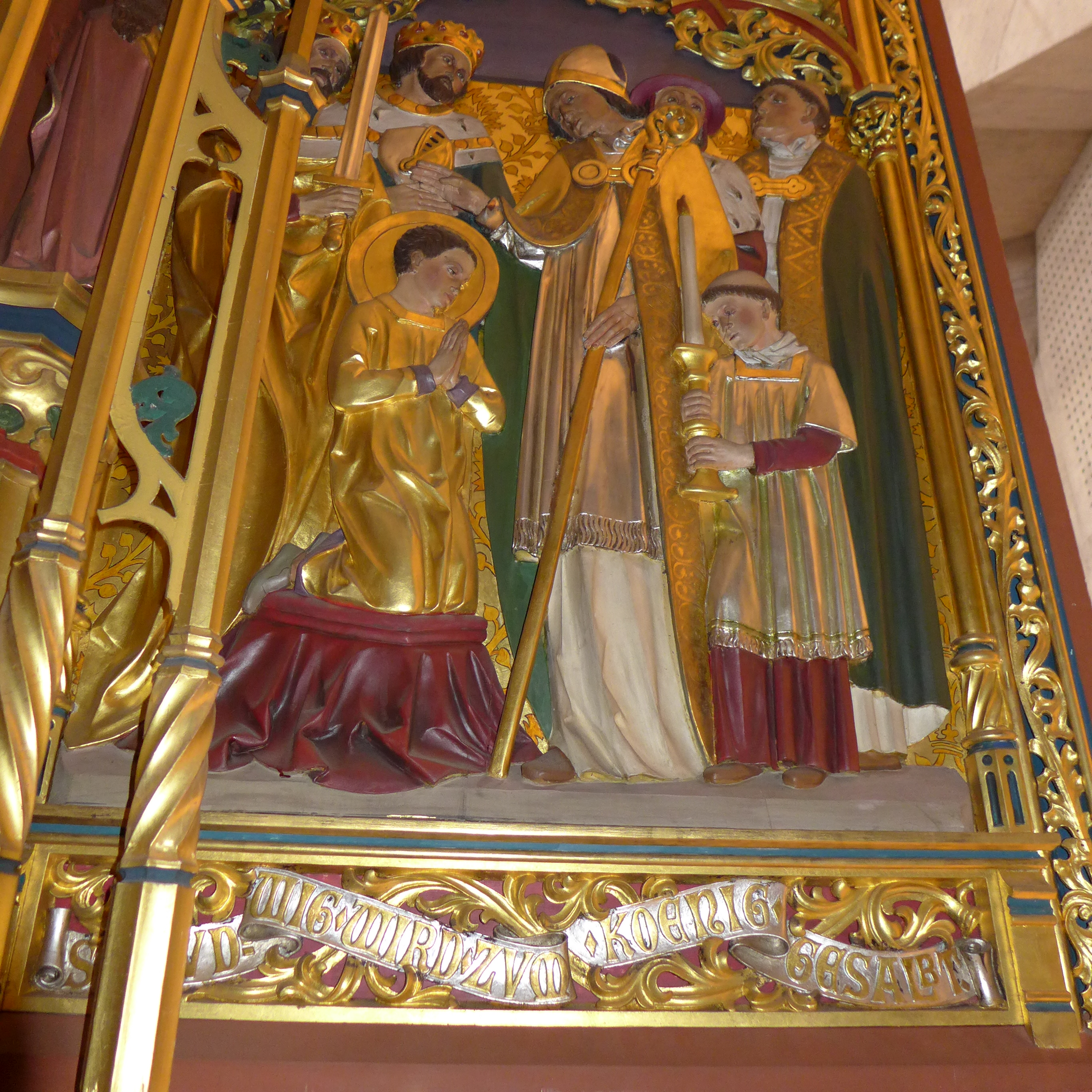
Flügelrelief Die Königssalbung Ludwigs in Reims

In geschlossenem Zustand sieht der Betrachter im linken Flügel (Inschrift: St. Ludwig wird zum Koenig gesalbt) die Salbung des zwölfjährigen Ludwig zum König von Frankreich. Der kindliche König kniet mit gesenktem Haupt im goldenen Nimbus und mit zum Gebet gefalteten Händen auf einem gepolsterten Knieschemel, um vom Bischof von Soissons in Reims durch die Salbung mit dem heiligen Salböl in das Königsamt eingesetzt zu werden. Zwei weltliche und zwei geistliche Würdenträger assistieren der heiligen Handlung und halten Herrschaftsinsignien. Ein Ministrant trägt eine brennende Kerze.
Diese Salbungs-Zeremonie hatte eine lange, womöglich bereits auf die fränkische Zeit zurückgehende Tradition. In der Kathedrale von Reims, der Krönungskirche der französischen Könige, wurde bis zur Revolution eine Phiole mit „heiligem Salböl“ aufbewahrt, das der Legende nach eine Taube zur Taufe des Merowingerkönigs Chlodwig I. im Jahr 496 oder 499 vom Himmel auf die Erde gebracht haben soll. Tatsächlich wurde wohl erst der Karolinger Pippin III., der den letzten Merowinger abgesetzt hatte, im Jahr 751 zum König der Franken gesalbt. Dieses kirchliche Ritual sollte Pippin das Königsheil verleihen, das bis dahin allein durch Geblütsrecht in der herrschenden Dynastie weitergegeben werden konnte.
Nachweislich erfolgte die Salbung seit der Zeit der frühen Kapetinger bei allen Königskrönungen der französischen Geschichte. Bevor der Erzbischof von Reims dem neu zu krönenden König die eigentlichen Herrschaftsinsignien wie Krone, Zepter und Reichsschwert überreichte, strich er ihm mit dem rechten Daumen einige Tropfen dieses heiligen Öls, das zuvor auf einer Patene mit Chrisam vermischt wurde, auf die Brust. Dabei sprach er die rituelle Formel „Ungo te in Regem“ („Ich salbe dich zum König“). Die Verschmelzung von Salböl und Chrisam unterstrich die doppelte Sakralität des französischen Königs und bezog sich auf die alttestamentliche Salbung Sauls und Davids zum König von Israel durch den Propheten Samuel (1 Sam 10,1 ). Das Ritual, das auch an Davids Nachfolgern vollzogen wurde, sollte dem Herrscher göttliche Gnade und einen herausgehobenen Status unter den Menschen verleihen, ihm aber auch vor Augen führen, dass er seine Macht wiederum Gott verdanke.
Ludwig wurde am 29. November 1226 in Reims durch den Bischof von Soissons, Jacques de Bazoches, zum König gesalbt und gekrönt. Auf eine traditionelle Weihe durch den Erzbischof von Reims musste verzichtet werden, da seit dem Tod des Erzbischofs Guillaume de Joinville vier Monate zuvor dieses Kirchenamt noch vakant war. Das geringe Alter des Königs brachte das Königtum in eine kritische Situation, denn der Lehnsadel Frankreichs hatte unter der Herrschaft von Ludwigs Großvater Philipp II. August und Vater Ludwig VIII. des Löwen († 1226) erheblich an Macht verloren, weshalb sich bereits unter seinem Vater eine breite Opposition der Vasallen gegen die Krone gebildet hatte. In der Frage der Vormund- und Regentschaft für den jungen König versuchte nun diese Opposition, ihre Interessen und Positionen gegenüber der Krone zu stärken, indem sie die Rechtmäßigkeit der von 1226 bis 1235 andauernden vorübergehenden Regierungsübernahme bis zur Volljährigkeit Ludwigs durch dessen Mutter, Blanka von Kastilien († 1252), als Frau und zudem Landesfremde, bestritten.

### Ludwig nimmt das Kreuz

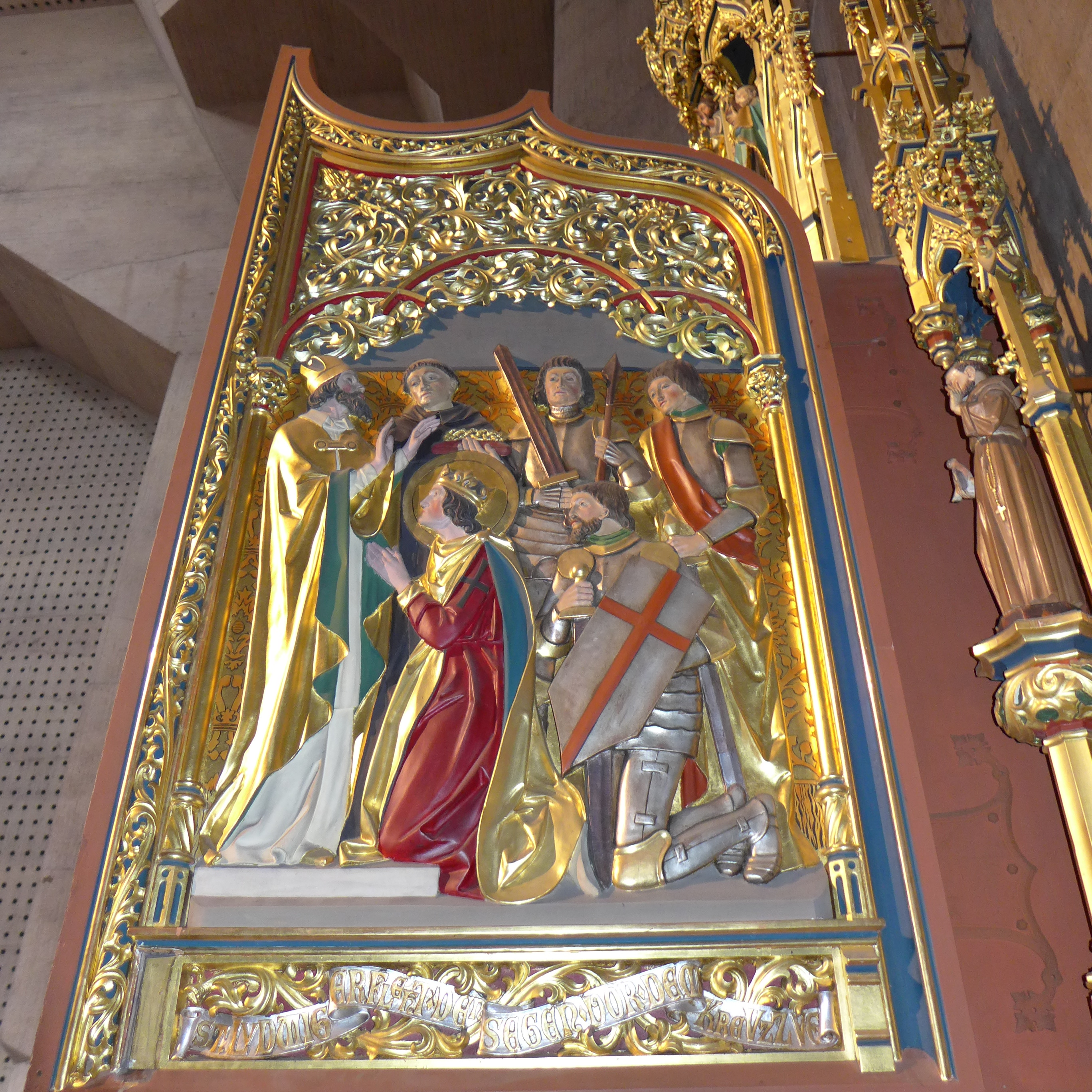
Flügelrelief St. Ludwig erfleht den Segen vor dem Kreuzzug

In geschlossenem Zustand sieht der Betrachter im rechten Flügel (Inschrift: St. Ludwig erfleht den Segen vor dem Kreuzzug) den Beginn des Kreuzzuges (Sechster Kreuzzug) von 1244 durch König Ludwig von Frankreich. Ludwig, in purpurfarbenem Gewand mit Königskrone und goldenem Mantel kniet vor einem ihn segnenden Bischof mit assistierendem Mönch. Hinter dem König kniet ebenfalls ein geharnischter Ritter mit großem Schild, auf dessen silberner Fläche als Symbol des Kreuzzuges ein rotes Kreuz zu sehen ist. Zwei weitere Kreuzritter tragen Schwerter und Lanze. Mit den drei dargestellten Rittern könnten Ludwigs Brüder Robert von Artois (1216–1250), Alfons von Poitiers (1220–1271) und Karl von Anjou (1227–1285) gemeint sein.
Während einer Malariaerkrankung, die Ludwig im Jahr 1244 an den Rand des Todes brachte, hatte er Gott gelobt, falls er wieder genesen sollte, einen Kreuzzug führen zu wollen. Den Wunsch, das Heilige Land vom Islam zu befreien, hatte Ludwig schon lange zuvor gehegt. Bereits im Jahr 1239 hatte Ludwig den sogenannten (Kreuzzug der Barone) unter Theobald von Champagne mit Geldzahlungen unterstützt. Dieser Waffengang erbrachte trotz vieler Schwierigkeiten bis zum Jahr 1241 erhebliche christliche Gebietsgewinne, doch ging ein Großteil davon schon im Jahr 1244 wieder verloren und die Niederlage in der Schlacht von La Forbie (17. bis zum 18. Oktober 1244) brachte die Kreuzfahrerstaaten in arge Bedrängnis. Deshalb erachtete Ludwig, der fromm erzogen worden war und mit äußerster Gewissenhaftigkeit seine Christenpflicht zu erfüllen suchte, einen Zug nach Outremer nun für seine dringlichste Aufgabe.
Nach seiner Genesung, die der König der Hilfe Gottes zuschrieb, nahm Ludwig schließlich die Vorbereitungen zu einer bewaffneten Pilgerfahrt mit großer Sorgfalt auf. Von Papst Innozenz IV. erreichte er im Jahr 1245 die Bestätigung seines Gelübdes und stach am 25. August 1248 mit seinen Brüdern Robert und Karl (Alfons sollte später nachfolgen) von Aigues-Mortes aus mit einem ca. 15.000 Mann starken Kreuzfahrerheer in See.
Nach einer Überwinterung auf Zypern landete das Heer Anfang Juni 1249 an der Küste Ägyptens und nahm am 5. Juni 1249 die Hafenstadt Damiette ein. Der Weg der Kreuzfahrer nach Kairo wurde bei der Stadt al-Mansura aufgehalten, wo Ludwigs Bruder Robert getötet wurde. In der Folgezeit geriet Ludwig in Gefangenschaft und kam nur gegen die Zahlung eines hohen Lösegeldes frei.
Am 24. April 1254 verließ Ludwig das Heilige Land. Damit war der Kreuzzug mit dem Ziel der Befreiung Jerusalems und einer Schwächung der muslimischen Mächte gescheitert.

### Ludwig befreit die Gefangenen

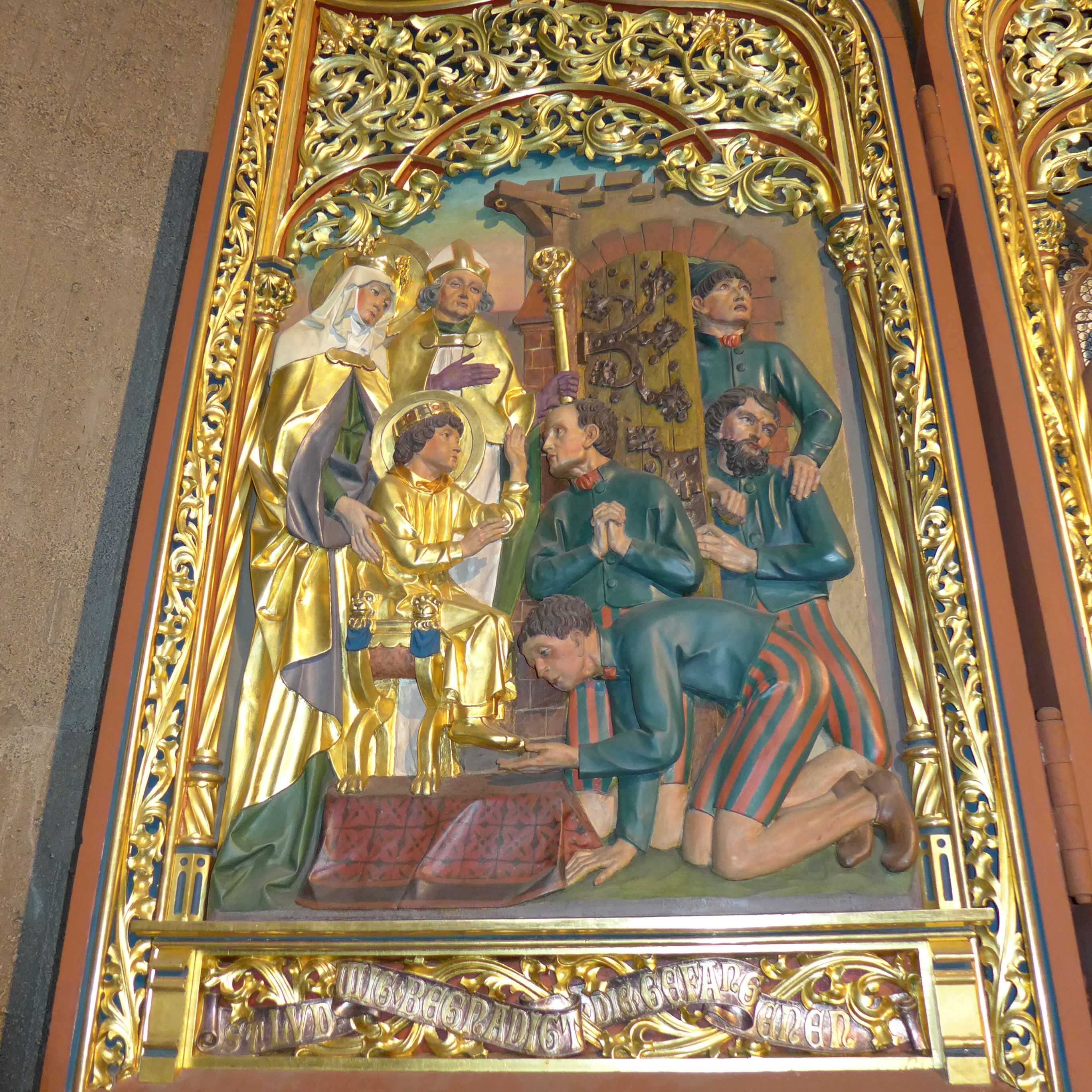
Flügelrelief St. Ludwig begnadigt die Gefangenen

In geöffnetem Zustand sieht der Betrachter im äußersten linken Flügel (Inschrift: St. Ludwig begnadigt die Gefangenen) den noch kindlichen König Ludwig auf einem Scherenstuhl mit Löwenköpfen sitzend. Er trägt ein goldenes Gewand und einen königlichen Kronreif auf dem nimbusumrahmten Haupt. Hinter ihm stehen seine ebenfalls nimbusumrahmte Mutter Blanka von Kastilien in gotischer Tracht mit Schleier und Kronreif, assistiert von einem Bischof mit Segensgestus und Bischofsstab (vermutlich Erzbischof Gautier von Sens, dem engsten Berater der Königin), die durch das Auflegen ihrer Hand auf den Oberarm ihres kleinen Sohnes diesen zum Vollzug der christlichen Werke der Barmherzigkeit anzuhalten scheint. Aus einem hölzernen Gefängnistor mit prächtigen gotischen Beschlägen treten vier verängstig dreinschauende Gefangene in grauen Häftlings-Jacken und blockgestreiften rot-grauen Kurzhosen und Pantinen heraus. Drei von ihnen sind bereits vor dem königlichen Kind auf die Knie gesunken. Einer küsst Ludwig die Füße und einer blickt ihn in gebetsähnlicher, händeringender Haltung dankbar an. Ein bereits aufgebauter Galgen zeigt an, dass Ludwig die Gefangenen gerade durch Begnadigung vor der drohenden Hinrichtung bewahrt hat.
Theologischer Hintergrund der Szene ist die Aufforderung Jesu in der sogenannten Endzeitrede im Evangelium nach Matthäus Mt 25,31–46 , sich der Gefangenen anzunehmen, das sechste Werk der Barmherzigkeit. Dem Betrachter wird hierbei Ludwig als Vorbild der christlichen Nächstenliebe, Barmherzigkeit und Vergebungsbereitschaft dargestellt.

### Ludwig speist die Armen

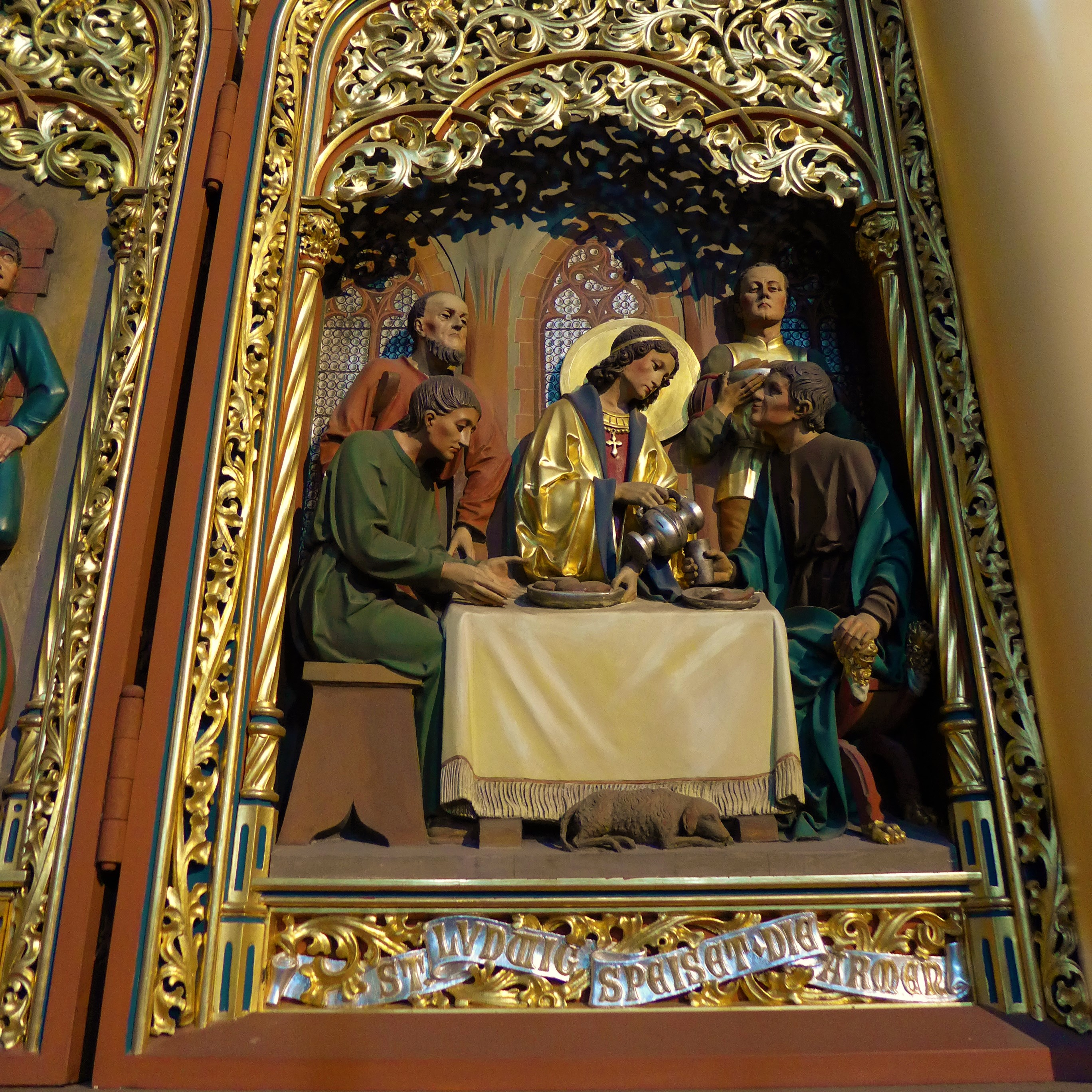
Flügelrelief St. Ludwig speiset die Armen

In geöffnetem Zustand sieht der Betrachter im linken, die Expositoriumsnische flankierenden Flügel (Inschrift: St. Ludwig speiset die Armen), den jugendlichen König von Frankreich mit einem dünnen Kronreif auf dem Haupt in der Mitte einer hochgotischen Raumszenerie mit Maßwerkfenstern und Gewölben an einem Tisch mit zwei Armen. Dahinter nähert sich von der Seite ein Bresthafter auf Achselstütz-Krücken. Während Ludwig dem zu seiner Rechten auf einem Schemel sitzenden Notleidenden mit seiner Linken Brot reicht, schenkt er mit seiner Rechten dem Mann zu seiner Linken aus einer Kanne Wein aus. Die Darstellung bezieht sich auf eine Bibelstelle im Matthäusevangeliums Mt 6,3 : „Wenn du Almosen gibst, soll deine linke Hand nicht wissen, was deine rechte tut. Dein Almosen soll verborgen bleiben und dein Vater, der auch das Verborgene sieht, wird es dir vergelten.“
Zu Füßen des Tisches hat sich ein kleiner Hund als Symbol christlicher Treue und Demut gekauert. Ein königlicher Bediensteter im Hintergrund schaut missbilligend und verachtend dem Geschehen, das ikonographisch der Emmaus-Szene nachgebildet ist, zu. Brot und Wein der Armenspeisung haben ebenfalls einen eucharistischen Bezug.
Der Bildhauer Hans Steinlein stellt hier den heiligen Ludwig im Sinne einer selbstlosen Imitatio Christi geradezu als Inkarnation des abendmahlsspendenden Christus im ersten Werk der Barmherzigkeit, dem Speisen der Hungrigen, dar. Die beiden am Tisch sitzenden Armen scheinen, ungläubig wie die Emmaus-Jünger, die Bedeutung des Geschehens noch nicht fassen zu können. Trinitarische Motive (Dreizahl der gotischen Fenster im angedeuteten Raum, Dreierverschlingung der Fischblasenmaßwerke, sogenannte Dreischneuße, in den Fenstern) könnten im Zusammenhang mit dem Jesuswort aus dem Weltgerichtsgleichnis Mt 25,40 , ikonographisch als verborgene Anwesenheit Gottes im karitativen Handeln gedeutet werden: „Was ihr einem meiner geringsten Brüdern getan habt, das habt ihr mir getan.“

### Ludwig bestattet die Pestleichen

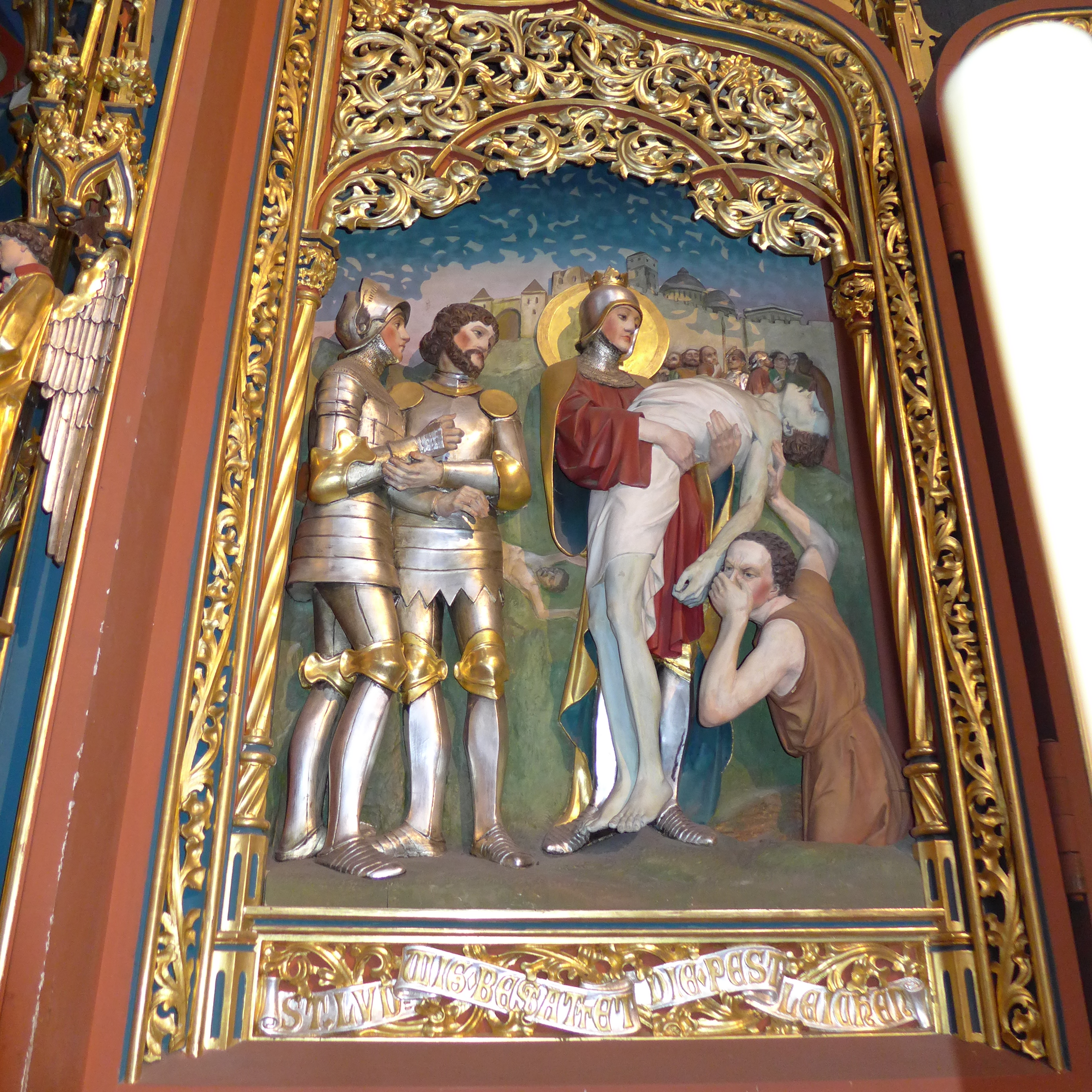
Flügelrelief St. Ludwig bestattet die Pestleichen

In geöffnetem Zustand sieht der Betrachter im rechten, die Expositoriumsnische flankierenden Flügel (Inschrift: St. Ludwig bestattet die Pestleichen),
wie Ludwig auf dem Siebten Kreuzzug angetan mit Ritterrüstung, gekröntem Helm und königlichem Umhang vor den Toren von Tunis einen bleichen Leichnam in seinen Armen hält. Die Darstellung erinnert an Pietà-Darstellungen der Gottesmutter Maria mit ihrem toten Sohn Jesus in den Armen. Ein Totengräber steht in einer bereits ausgehobenen Grube. Mit der Rechten ergreift er den Toten, mit der Linken hält er sich Nase und Mund gegen den beißenden Verwesungsgeruch zu. Zwei Ritter in prächtiger Rüstung, vielleicht die Brüder Ludwigs, blicken teilnahmsvoll auf den Leichnam. Zwischen Ludwig und den beiden Rittern liegt bereits ein weiterer Leichnam. Weitere Kreuzzugsangehörige hat der Bildschnitzer Hans Steinlein zwischen der Gruppe im Vordergrund und der angedeuteten Stadtmauer von Tunis positioniert.
Die Darstellung thematisiert das siebte Werk der Barmherzigkeit, das Bestatten der Toten. Dieses Werk ist nicht neutestamentlich, wurde aber vom Kirchenvater Lactantius mit Bezug auf das Buch Tobit (Tob 1,17–20 ) dem Kanon der karitativen Handlungen hinzugefügt und hatte sich in der Folge als Bestandteil der sieben Werke der Barmherzigkeit etabliert.
Historischer Hintergrund der Darstellung ist, dass seit dem Scheitern seines Kreuzzuges nach Ägypten Ludwig dazu entschlossen war, einen weiteren Kreuzzug gegen die Muslime zu unternehmen. Nachdem er das Heilige Land im Jahr 1254 in Richtung Frankreich verlassen hatte, unterstützte der König den Unterhalt eines ständigen christlichen Regimentes, das einen erneuten Kreuzzug vorbereiten sollte. Die ohnehin ständig bedrohte Existenz der restlichen christlichen Herrschaften im Heiligen Land war in den sechziger Jahren des 13. Jahrhunderts einer noch zunehmenden Bedrohung ausgesetzt, nachdem der Mamelukensultan Baibars I. nacheinander weite Gebiete eroberte.
Ludwig erachtete einen neuen Kreuzzug nun für dringlicher denn je, obwohl seine unmittelbare Umgebung dieses Vorhaben ablehnte. Ludwig setzte sich über zahlreiche Bedenken hinweg und legte im Jahr 1267 ein neues Kreuzzugsgelübde ab, das er sich von Papst Clemens IV. bestätigen ließ. Ludwig entschied sich für einen Angriff auf den Sultan von Tunis, al-Mustansir, da er glaubte, diesen zum Übertritt zum Christentum bewegen zu können.
Obwohl bereits im vorangeschrittenen Alter und durch Krankheiten geschwächt, eroberte Ludwig im Sommer 1270 die Stadt Karthago. Sultan Muhammad I. al-Mustansir verweigerte jedoch die Annahme des christlichen Glaubens und verschanzte sich in Tunis. Ludwig schloss den Belagerungsring um die Stadt, jedoch brach im Kreuzfahrerheer durch unhygienische Verhältnisse die Bakterienruhr aus. Ludwigs Sohn Johann Tristan, der 1250 im Verlauf des Sechsten Kreuzzuges in der ägyptischen Hafenstadt Damiette geboren worden war, und seinen Vater beim Siebten Kreuzzug begleitete, erkrankte ebenfalls an der Ruhr und starb kurz darauf zur großen Bestürzung seines Vaters. Vielleicht stellt die Szene auf dem Hochaltarflügel diese Begebenheit dar.

### Ludwig auf dem Sterbelager

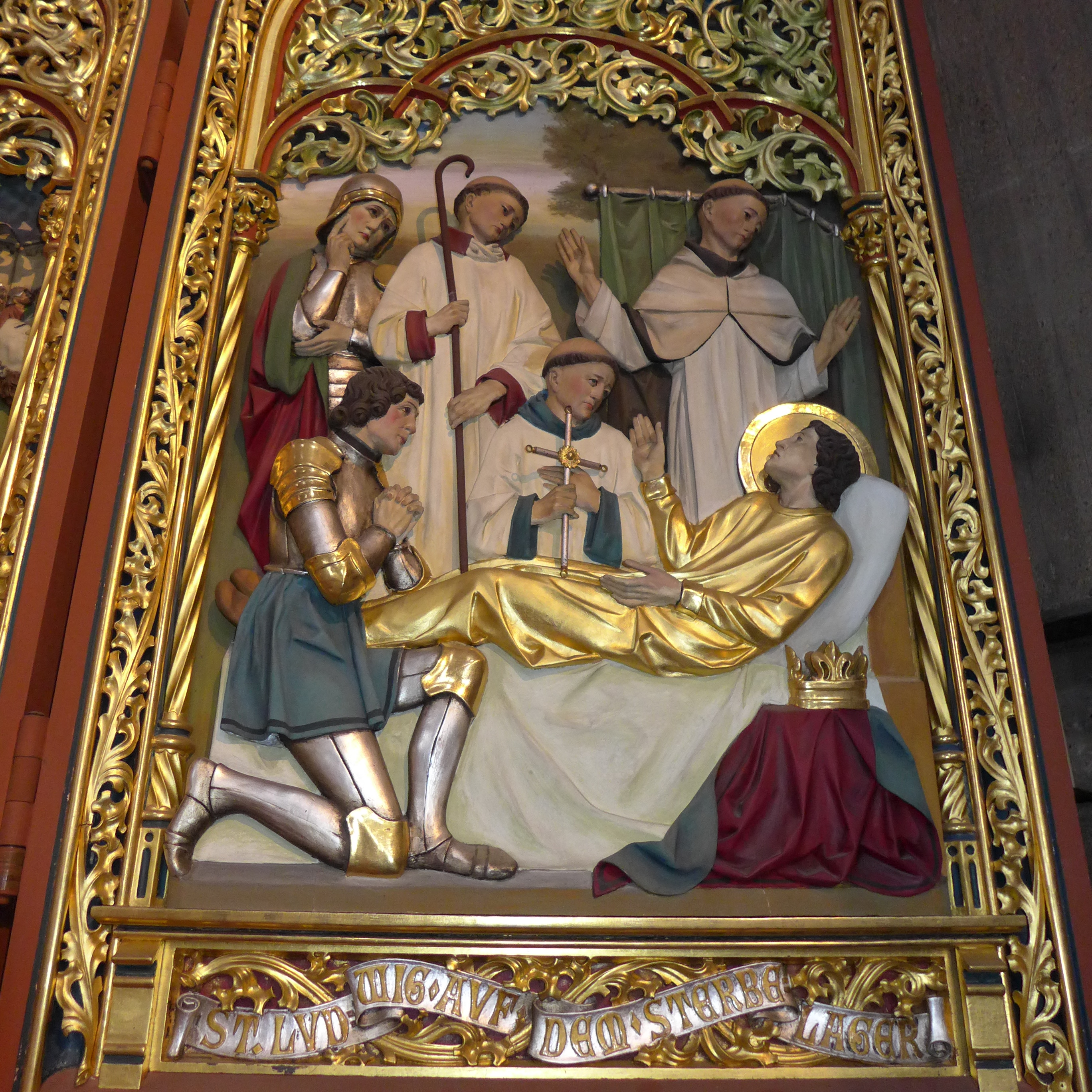
Flügelrelief Tod des hl. Ludwig

In geöffnetem Zustand sieht der Betrachter im äußersten rechten Flügel (Inschrift: St. Ludwig auf dem Sterbelager) den Tod des heiligen Ludwig während des Siebten Kreuzzuges in der Nähe von Tunis im Jahr 1270. Der vom Tod gezeichnete König liegt auf einem weißen Laken, abgeschirmt von einem provisorischen Vorhang. Den goldenen Kronreif mit französischen Lilien (Fleur-de-Lys) hat er abgelegt. Der im hohen Mittelalter aufgekommenen Legende nach wurde die Lilie dem Merowingerkönig Chlodwig I. bei seiner Bekehrung zum Christentum von einem aus dem Himmel herabgestiegenen Engel überreicht, wie auch schon das heilige Salböl der Königssalbung ein göttliches Geschenk gewesen war.
Sterbend erhebt der König seine rechte Hand in Richtung des Kreuzes, das ihm von einem neben ihm knienden Mönch gezeigt wird. Der legendarischen Überlieferung nach sollen seine letzten Worte gewesen sein: „Wir werden einziehen nach Jerusalem.“ In der Nähe des nimbusgeschmückten Hauptes des Königs erhebt ein Mönch segnend und entsetzt zugleich die Hände. Ein weiterer Mönch hält einen Hirtenstab. Die Mönche tragen Tonsur und sind mit weißen priesterlichen Gewändern bekleidet. Zu Füßen des heiligen Ludwig ist ein jugendlicher Ritter auf die Knie gesunken und betet. Hinter ihm steht ein Ritter mit Helm in nachdenklicher Haltung. Er hält mit seiner Linken seinen rechten Ellenbogen und stützt mit seiner rechten Hand seinen in Trauer geneigten Kopf. Trotz seines Hinsterbens ist Ludwig aktives Zentrum des Geschehens. Anhand seines Gesichtsausdruckes scheint er in festem Glauben an die Auferstehung gelassen in den Tod zu gehen und die Anwesenden in dieser Überzeugung zu festigen.
Ludwig hatte während seines Lebens stets die Orden gefördert, Kirchen reich beschenkt und die karitativen Werke in großem Maße erweitert, wobei er sich in demutsvoller Haltung persönlich der Armenfürsorge gewidmet hatte. Nach seinem ersten Kreuzzug war er zum strengen Büßer geworden. Dem Reliquienkult und dem Ablasswesen tief verbunden, ließ er zwischen 1244 und 1248 in Paris die Sainte-Chapelle errichten. Die Kapelle diente als Aufbewahrungsort der Passionsreliquien, der Dornenkrone Christi und von Teilen des „Wahren Kreuzes“ sowie der Spitze einer Lanze, die dem römischen Hauptmann Longinus gehört haben soll. Diese Reliquien hatte der König im Jahr 1237 dem lateinischen Kaiser Balduin II. in Konstantinopel abgekauft.
Nach dem Tod seines Sohnes Johann Tristan starb der König am 25. August 1270 ebenfalls an der Bakterienruhr, angeblich um drei Uhr nachmittags, zur selben Stunde wie Christus. Beide, Ludwig und sein Sohn, wurden nach Frankreich überführt und in der Basilika Saint-Denis beigesetzt.
Die seiner Lebensführung zuerkannte Heiligmäßigkeit führte rasch nach seinem Tod zur Eröffnung eines Kanonisationsprozesses, der mit der Heiligsprechung durch Papst Bonifatius VIII. im Jahr 1297 seinen positiven Abschluss fand.